# اتحادیه همبستگی سولیدارنوشچ
اتحادیه همبستگی سولیدارنوشچ (لهستانی: Solidarność) (نام کامل: اتحادیه مستقل خودگردان اتحادیه‌های کارگری)، اتحادیه‌ای سراسری و دربرگیرنده همه اتحادیه‌های صنفی و کارگری لهستان بود که در سال ۱۹۸۰ میلادی برابر با ۱۳۵۹ خورشیدی برای دفاع از حقوق کارگران و کارمندان تشکیل و سپس (تا سال ۱۹۸۹ میلادی) به هسته اصلی مقاومت عمومی در برابر حکومت لهستان تبدیل شد. مردم لهستان با حلقه زدن بر گرد این تشکیلات آن را به نماد مبارزه خویش در راه آزادی تبدیل نمودند. با تغییر حکومت از جمهوری خلق لهستان به نظامی مردم‌سالار رفته‌رفته قدرت اتحادیه کاهش یافت و گرچه امروزه هنوز بخش‌ها و گروه‌هایی از آن به فعالیت خود ادامه می‌دهند، اما در عمل در صحنه سیاست لهستان نقشی ایفا نمی‌کند.
هسته‌های اولیه اتحادیه همبستگی بر پایه فعالیت کمیته‌ها و شوراهای اعتصاب (به خصوص کمیته اعتصاب در کارخانه کشتی‌سازی گدانسک) شکل گرفت. این کمیته‌ها سپس گردهم آمده و به دلیل داشتن اهداف مشترک پایه‌گذار اتحادیه همبستگی شدند. اتحادیه همبستگی در روز ۱۹ آبان ۱۳۵۹ در ورشو به ثبت رسمی رسید. در ادبیات سیاسی، نام اتحادیه همبستگی و جنبش همبستگی هر دو به یک معنا به کار می‌رود.

## تاریخچه

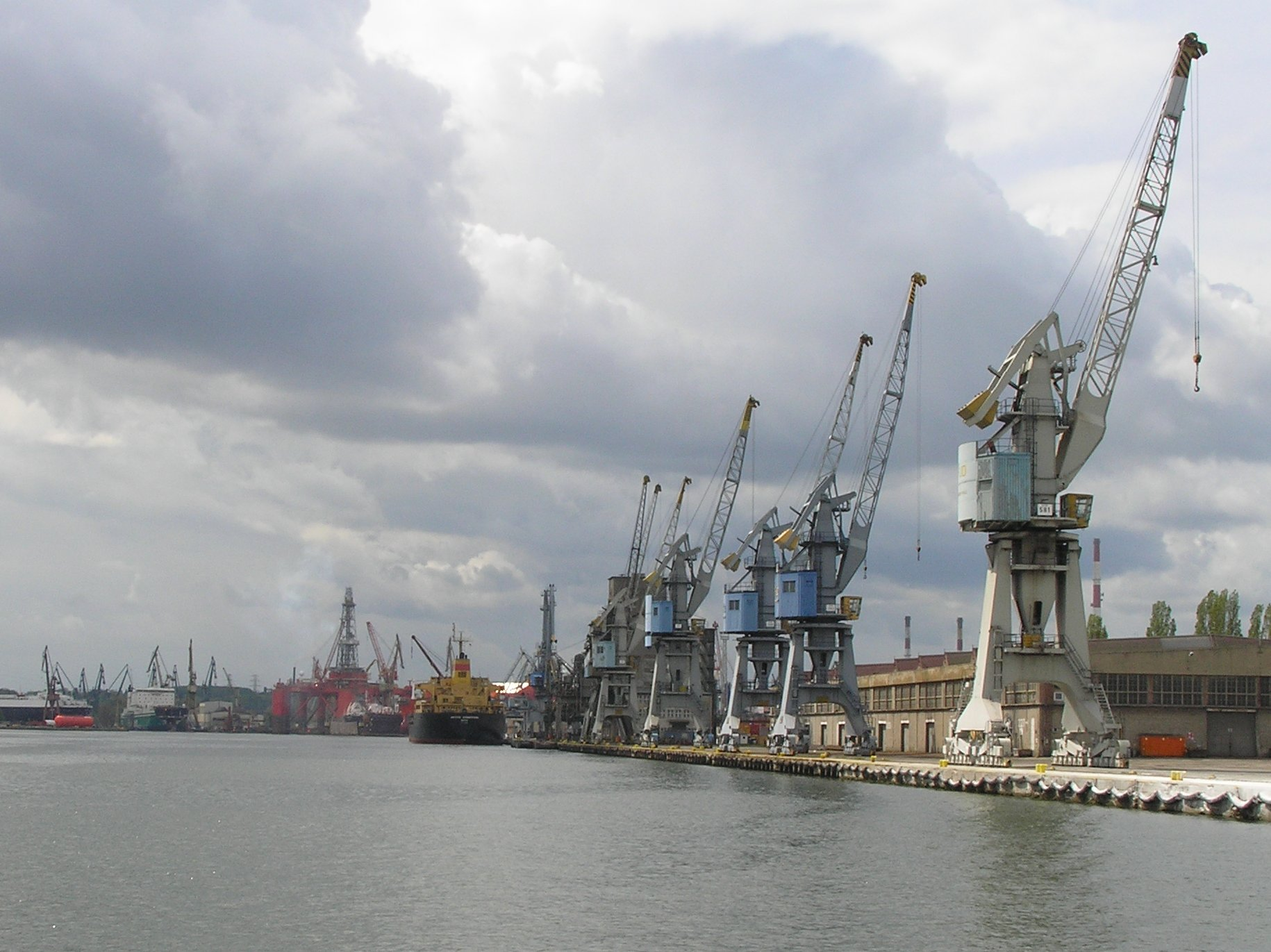
کارخانه کشتی‌سازی گدانسک

اکثریت جامعه لهستان نسبت به حکومتی که پایه‌های آن بر ویرانه‌های جنگ جهانی دوم و به سال ۱۹۴۴ میلادی گذاشته شد به دلیل وابستگی به اتحاد جماهیر شوروی داشت نظر مساعدی نداشتند. نارضایتی از زمانی که در سال ۱۹۴۴ میلادی ارتش سرخ با شکست دادن نیروهای آلمان هیتلری در جبهه شرقی وارد خاک لهستان شد، خاطرات تلخ دوران استالینی، سرکوب شدید نیروهای پارتیزانی موسوم به «مبارزان زیرزمینی راه استقلال»، فشار روزافزون نیروهای امنیتی و اطلاعاتی (UB) و موارد دیگر دست به دست هم دادند تا لهستانی‌ها رفته رفته به حکومت جدید بی‌اعتمادتر شده و حکومت مشروعیت خویش را از دست بدهد. اصلاحات ظاهری و سطحی سیاسی و اقتصادی نیز نتوانستند جو ارعاب و وحشت موجود را به سود حکومت تغییر دهند. در این دوران حزب متحد کارگران لهستان (PPR و بعداً حزب کارگران متحد لهستان) به عنوان تنها تشکیلات رسمی کشور قوت گرفت و احزاب و سازمان‌های سیاسی دیگر عملاً از صحنه سیاست حذف شدند.
پس از مرگ استالین در سال ۱۹۵۳ میلادی یخ‌های استبداد در اتحاد جاهیر شوروی و کشورهای اقماری آن به آرامی رو به آب شدن گذاشتند. از سال ۱۹۵۵ کم‌کم زندانیان لهستانی که در شوروی محبوس بوده و شامل محکومین بی‌گناه، رانده‌شدگان اجباری زندانی شده، سربازان ارتش میهنی لهستان که به دلیل گرایش‌های ناسیونالیستی مغضوب حکومت جدید بودند و برخی دیگر آزاد شده و به لهستان بازگشتند. بازگشت ناراضیان سیاسی به تقویت مخالفان انجامید. از سوی دیگر محدودیت‌هایی که حکومت نسبت به کلیسای کاتولیک روا می‌داشت عامل دیگری بود تا جامعه به خصوص در روستاها و شهرهای کوچک واکنشی منفی از خود نشان دهد و نارضایتی در لایه‌های پایین اجتماع گسترش یابد. در کنار این عوامل، از آنجا که یکی از پایه‌های اصلی اقتصاد لهستان کشاورزی بود و در حالی که زمین‌ها همچنان در مالکیت خصوصی باقی‌مانده بودند و سیاست اقتصادی دولت بیشتر بر اساس تشکیل تعاونی‌های کشاورزی بود، دهقانان و کشاورزان دخالت‌های دولت را عاملی مزاحم در پیشبرد اهداف مالی خویش می‌یافتند. در شهرهای بزرگ نیز روشنفکران میهن‌دوست، دگراندیشان، نویسندگان و هنرمندانی که به نظریه‌ها و روش‌های استالینیستی معترض بودند موتور حرکت مخالفان را تشکیل می‌دادند.

اما بیش و پیش از هرچیز این کارگران صنایع و به خصوص صنایع بزرگ و سنگین بودند که بدنه مخالفان و ناراضیان را شکل دادند. شرایط سخت کاری، عدم حمایت‌های لازم اجتماعی، درآمدهای پایین، تبعیض‌های موجود بین عوامل و موافقان حکومت و دیگران در محیط‌های کاری و بالاخره ایجاد گروه‌های فشار و باندهای حکومتی در کارخانه‌ها در این عکس‌العمل کارگران نقش اصلی را ایفا نمودند. . اعتراضات بارها با خشونت سرکوب شدند و چندین بار رژیم وابسته از نیروهای نظامی و پلیس برای خاموش کردن اعتراضات کارگران صنایع و معادن استفاده نمود. از جمله در دسامبر سال ۱۹۷۰ قیام کارگران شهرهای ساحلی لهستان با به‌کارگیری نیروهای ارتش شدیداً سرکوب شد و حداقل ۴۵ نفر از کارگران کشته و ۱۰۶۰ نفر زخمی شدند.

## شکل‌گیری اولیه اتحادیه همبستگی

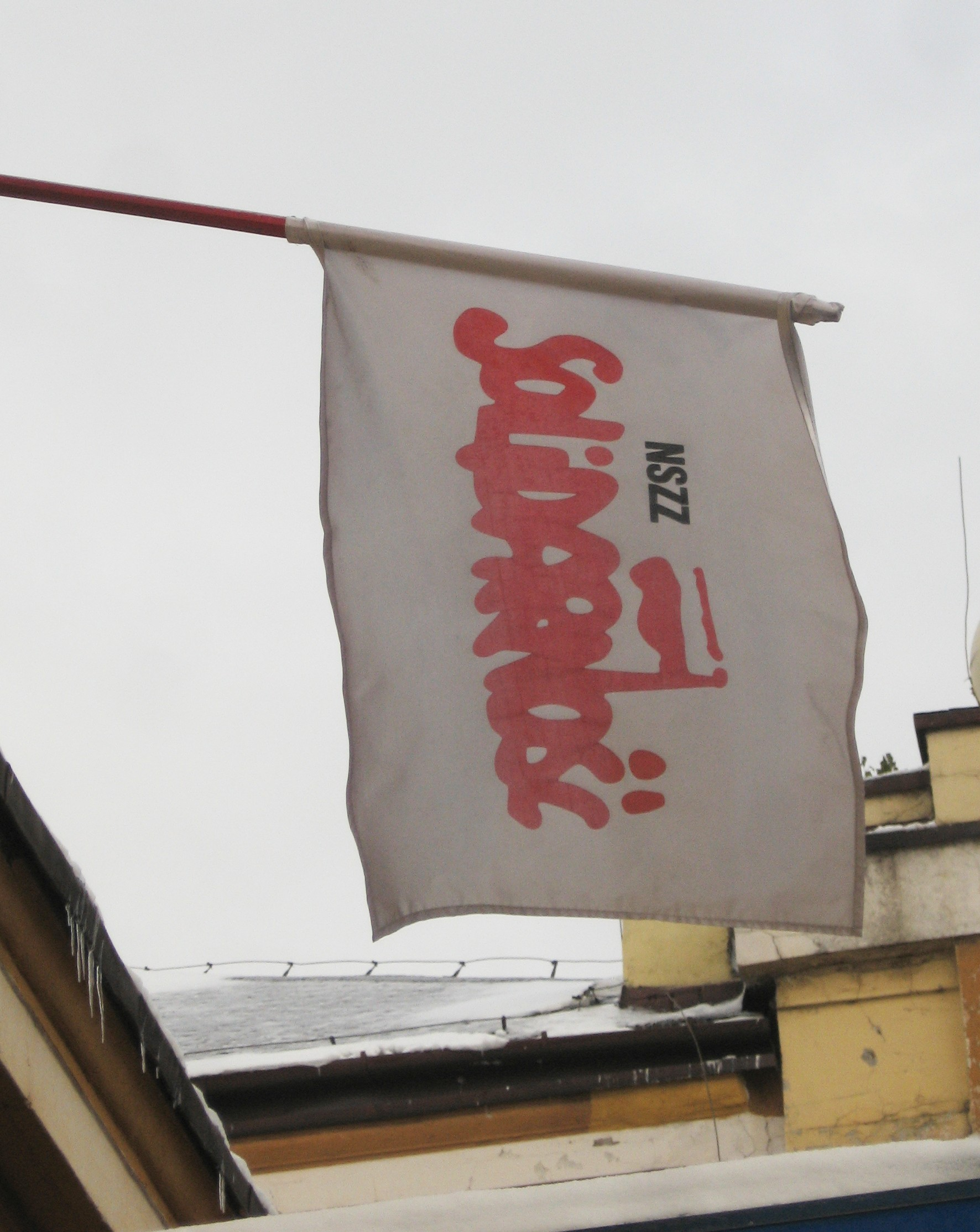
نماد و پرچم سولیدارنوشچ

با آغاز سال ۱۹۸۰ میلادی شرایط اقتصادی لهستان رو به وخامت گذاشت. از آنجا که قیمت‌ها همه به صورت مرکزی و توسط دولت اعلام و کنترل می‌شد و مضاف بر آن، خرید و فروش اقلام گوشتی در انحصار دولت بود، به دنبال افزایش قیمت تولیدات گوشتی در نخستین روز ماه ژوئیه این سال، تنها پس از ۸ روز، جرقه اولین سلسله از اعتصابات عمومی در شهری به‌نام شویدنیک زده شود. این اولین اعتصاب ۲ هفته به طول انجامید. اعتراض بعدی، در کارخانه کشتی‌سازی گدانسک آغاز شد و به اعتصاب کارگران در ۱۴ اوت همان سال انجامید که توسط «اتحادیه آزاد کارگران شهرهای ساحلی» لهستان سازماندهی شد.
برای نخستین بار، در میان خواسته‌های اعتصاب‌کنندگان، موضوعاتی سیاسی مطرح شدند. ساعت ۱۱ صبح همان روز، لخ والسا تکنیسین برق که یکی از کارگران اخراج‌شده در نتیجه اعتراضات بود با حمایت دیگر کارگران وارد محوطه کارخانه شد. کمیته سازمان‌دهنده اعتصاب، خواستار بازگشت به کار کارگران اخراجی و در راس آن‌ها لخ والسا و آنا والنتینویچ گشت. از دیگر خواست‌های این کمیته، برپایی بنای یادبود کشته‌شدگان اعتراضات سال ۱۹۷۰ احترام به حقوق کارگران و قانون کار و ارائه برخی خدمات اجتماعی بود. دو روز بعد، نمایندگان دیگر اعتصاب کنندگان در دیگر مراکز صنعتی و اداری (بوگدان لیس و آندژی گِـویَزدا) با کمیته اعتصاب کارخانه کشتی‌سازی گدانسک ملاقات کرده، کمیته مشترک اعتصاب را پایه‌گذاری نموده و لخ والسا را به عنوان رئیس این کمیته برگزیدند. روز ۱۷ اوت، یکی از کشیشان معروف گدانسک (هنریک یانکوفسکی) مراسم عشای ربانی را در برابر دروازه ورودی کارخانه کشتی‌سازی و به نشانه حمایت از اعتصاب‌کنندگان برگزار کرد. سپس کمیته مشترک اعتصاب، فهرست معروف ۲۱ درخواست خود را اعلام کرد. هم‌زمان کمیته‌ای از حقوقدانان و فعالان اجتماعی، مذهبی، با هدایت «کمیته دفاع از کارگران» (KOR) و با مدیریت تادئوش مازویتسکی و برونیسواو گرمک شکل گرفت تا کارگران را در جریان مذاکرات با نمایندگان دولت یاری دهند.
رسانه‌ها از ارائه هر گونه خبر در مورد اعتصابات منع شده بودند و سانسور خبری شدید تنها اجازه داده بود تا روزنامه‌ها از توقف کار در کارخانه کشتی‌سازی گدانسک خبر دهند. ارتباط تلفنی با شهرهای ساحلی قطع شده بود. در این محیط بسته، رادیو اروپای آزاد به اصلی‌ترین منبع خبری مردم تبدیل شد. کارگران پست، راه آهن و امور حمل و نقل نیز نقش بزرگی در انتشار و ارسال خبرها داشتند. آگاهی مردم دیگر شهرها باعث شد تا اعتصابات رو به گسترش گذاشته و کارگران کارخانه کشتی‌سازی شچچین (Szczecin) نیز به اعتصاب پیوستند. تا ۲۱ ماه اوت، اعتصابات تقریباً همه کشور و مخصوصاً شهرهای ساحلی را فراگرفت. در جنوب نیز کارگران معادن بزرگ لهستان دست از کار کشیدند. در پایان ماه اوت ۶۰۰ مرکز صنعتی و کاری کشور به کمیته مشترک اعتصاب پیوسته بودند.
در نتیجه مقیاس بزرگ اعتراضات، حکومت برخلاف دفعات پیشین از روی اجبار تن به گفتگو داد. مذاکرات بین نمایندگان کمیته مشترک و حکومت، سرانجام در روز ۱۱ سپتامبر ۱۹۸۰ به امضای توافق‌نامه‌ای منجر شد که بعدها نام «توافق‌نامه ماه اوت» را به خودگرفت. بر مبنای این توافق‌نامه، نمایندگان همه کمیته‌های اعتصابی از سراسر کشور، مرکزیتی را تشکیل دادند که بر آن نام اتحادیه مستقل خودگردان اتحادیه‌های کارگری، سولیدارنوشچ را نهادند. این تشکیلات بعداً و به اختصار «اتحادیه همبستگی» خوانده شد. «همبستگی» و «اتحاد» دو واژه‌ای بودند که در هر نوشته و اعلامیه‌ای دیده‌ای می‌شدند. به همین دلیل، بولتن خبری اعتصاب‌ها که توسط کارگران کشتی‌سازی گدانسک منتشر می‌شد، نام «همبستگی» به خود گرفت و نماد شناخته شده اتحادیه همبستگی که در آن واژه همبستگی به زبان لهستانی با رنگ‌های سفید و سرخ طراحی شده از آن زمان به وجود آمد. این نماد توسط یکی از دانشجویان رشته هنر آکادمی هنرهای زیبای گدانسک به نام یژی یانیشفسکی طراحی شده‌است.

## همبستگی بزرگ
روز ۱۶ دسامبر۱۹۸۰ از بنای یادبود کشته شدگان کارخانه‌های کشتی‌سازی پرده‌برداری شد. در ۱۹ مارس ۱۹۸۱ سه تن از اعضای اتحادیه همبستگی در شهر |بیدگوشْچْ توسط واحدهای میلیشیای خلقی(ZOMO) مورد حمله قرار گرفته و شدیداً مضروب شدند. ۸ روز بعد اتحادیه همبستگی در اعتراض به این یورش اعلام ۴ ساعت اعتصاب عمومی نمود. حزب حاکم و دولت مصرانه اعلام کردند که عاملین حمله را دستگیر و به مجازات خواهند رساند. هم‌زمان چندین گردهمایی بزرگ فعالان اتحادیه همبستگی از سراسر کشور برگزار شد و اتحادیه سازمان و قوام لازم را پیدا کرد. یکی از ۲۱ درخواست اعتصاب‌کنندگان برقراری سیستم توزیع عادلانه کالا از طریق توزیع کوپن بود که عملی شد و کم‌کم بیشتر مواد غذایی و خوراکی را دربرگرفت.
از اوت ۱۹۸۰ تا پایان سال ۱۹۸۱ اتحادیه همبستگی از یک کمیته صنفی به سازمانی گسترده و مردمی که همه قشرها و طبقات جامعه را دربرمی‌گرفت تبدیل شد و علی‌رغم سیستم پلیسی و خفقان حاکم رسماً بیش از ۱۰ میلیون لهستانی نام خود را به عنوان عضو آن ثبت کردند. بخش‌های اقماری متعددی گرداگرد اتحادیه همبستگی شکل گرفتند و از جمله می‌توان از اتحادیه کشاورزان یا اتحادیه دانشجویان نام برد. همزمان، تلاش‌های کنش‌گران اتحادیه و فعالان سیاسی برای انجام مذاکرات در جهت توافق برسر اصلاحات اقتصادی-اجتماعی با واکنش‌های منفی حکومت مواجه می‌شد و رژیم سعی در خرید وقت داشت تا خود را برای سرکوب خونین اعتراضات و عملیات نظامی-پلیسی در زمانی که امواج اعتصابات رو به آرامی بگذارند آماده نماید.

## حکومت نظامی

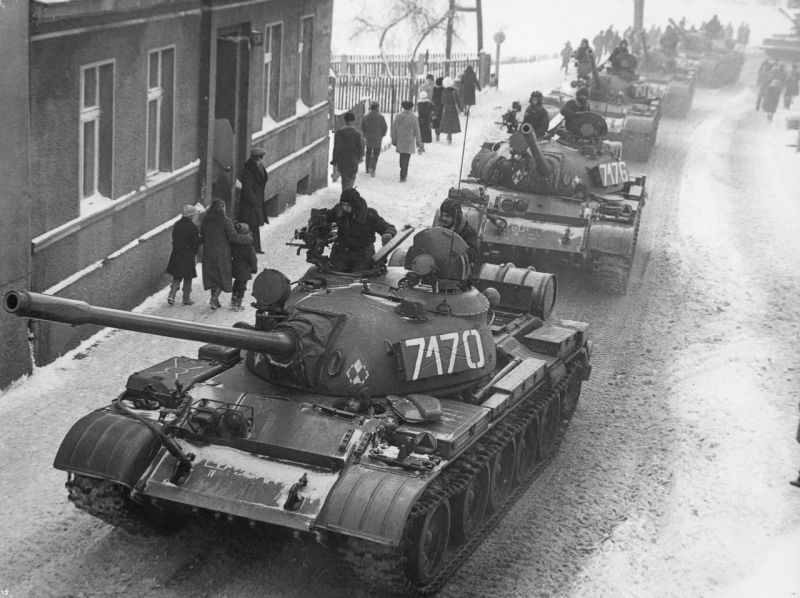
حضور تانک‌ها در زمان حکومت نظامی

خیزش مردمی سران حزب حاکم را وادار کرد تا برای سرکوب اعتراض‌ها به دولت فشاری روافزون بیاورند. به دنبال آن ویچخ یارزلسکی به رهبری حزب و بلافاصله با حفظ سمت به عنوان نخست وزیربرگزیده شد. اندکی بعد، در شب ۱۳ دسامبر ۱۹۸۱ وی در سراسر لهستان اعلام حکومت نظامی نمود و فردای آن روز شورای نظامی نجات ملی را تشکیل داد. اتحادیه همبستگی غیرقانونی اعلام شد و رهبران آن در سراسر کشور توسط نیروهای امنیتی دستگیر و در مراکزی محافظت‌شده و محصور گردآورده شدند. نیروهای میلیشیای خلقی که افرادی با لباس‌های شخصی بودند به مراکز اعتصابات حمله‌ور شده و به سرکوب مخالفین پرداختند. وزارت کشور مجوز کاربرد سلاح گرم برای سرکوب معترضان را صادر نمود. در روز ۱۶ دسامبر نیروهای پلیس و لباس شخصی میلیشیای خلقی به روی معدنچیان معدن وویک آتش گشودند که در نتیجه ۹ معدنچی کشته و ۲۱ نفر زخمی شدند. روز بعد نیز همین برخورد با کارگران کشتی‌سازی گدانسک صورت گرفت که به مرگ یک تن و زخمی شدن ۲ نفر انجامید. تا روز ۲۸ دسامبر همه مراکز اعتصاب به شدت سرکوب شده و فعالان همه دستگیر یا فراری شده بودند.
در فضای سرکوب حکومت نظامی تنها شکل اعتراضی که دولت نمی‌توانست با آن برخورد کند، مراسم مذهبی بود و کلیسا به عنوان تنها محلی که در آن می‌توان آزادانه‌تر سخن گفت مرجع مخالفان شد. از جمله یکی از کشیشان ورشو به نام یـِژی پُپیـِوشکوک از مرتبطین با اتحادیه همبستگی بود در یک سخنرانی تند و مشهور حکومت کمونیستی را به زیر شلاق انتقادهایی سخت گرفت. وی ۲ سال بعد توسط نیروهای امنیتی‌ای که بعداً «خودسر» خوانده شدند ربوده شد و پس از چند روزی جنازه‌اش را در رودخانه‌ای یافتند. بعدها، وی به نماد شهیدان راه آزادی و اتحادیه همبستگی مبدل شد.

## آغاز فعالیت‌های زیرزمینی اتحادیه همبستگی

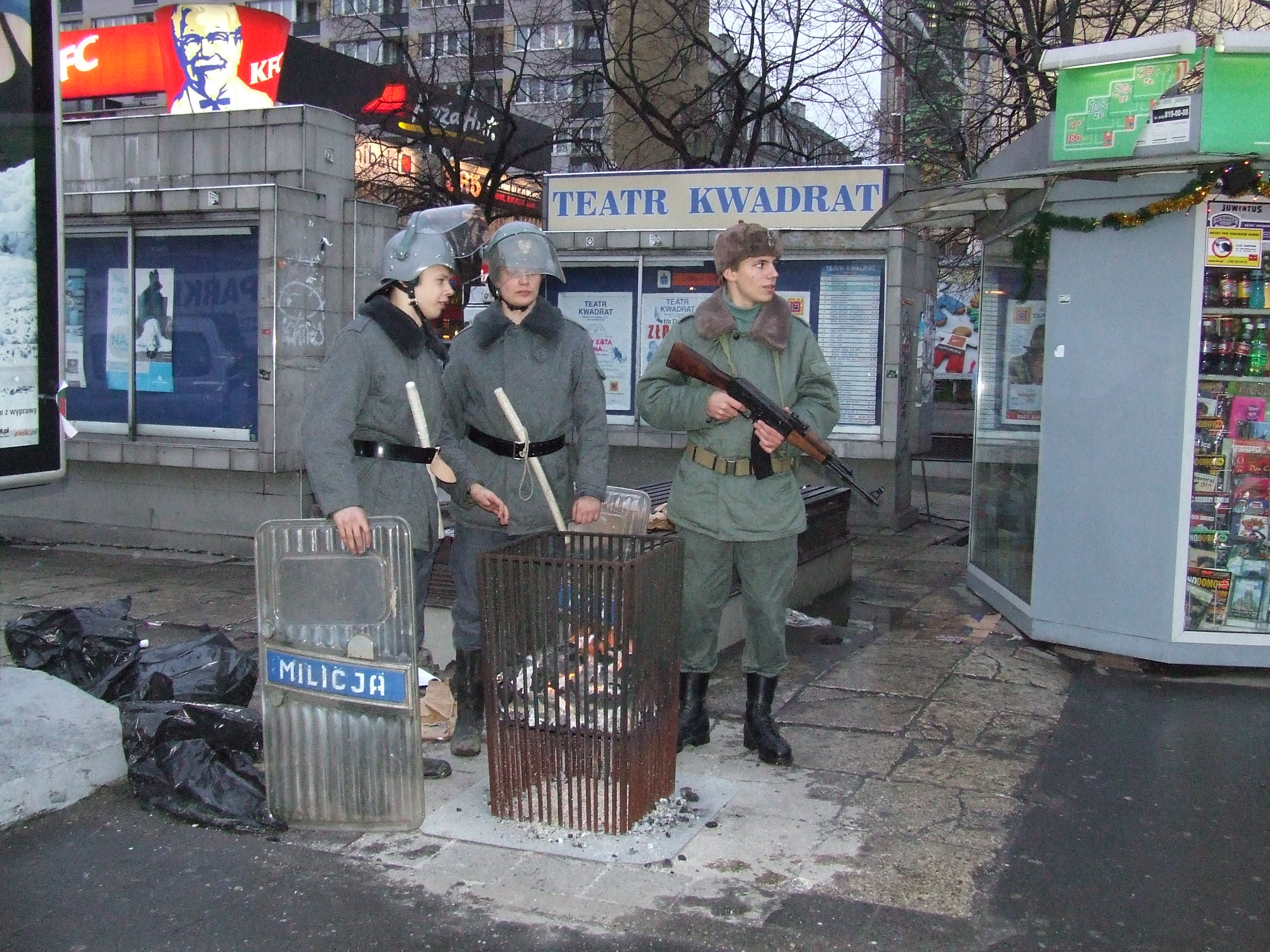
سربازان در زمان حکومت نظامی - ورشو

بعضی از رهبران اتحادیه که از چنگال ترور و سرکوب حکومت درامان مانده یا گریخته بودند در ۲۲ آوریل ۱۹۸۲ م. «کمیسیون موقت هماهنگی (برای مبارزه)» را تشکیل دادند. فعالیت‌های اتحادیه همبستگی شکلی مخفیانه و زیرزمینی به خود گرفت. اولین ثمره این تلاش‌ها سازماندهی تظاهرات اعتراضی در روز اول ماه مه، روز کارگر بود، روزی که حکومت هرساله از آن به عنوان نمایش حمایت کارگران از رژیم استفاده می‌کرد و ناخواسته نمی‌توانست مانع از انجام تظاهرات در آن روز شود. در شهر گدانسک ده‌ها هزار نفر از این فرصت برای بلندکردن صدای اعتراض خود استفاده کرده و حکومت را غافلگیر کردند. ۲ روز بعد، تظاهرات مردمی به مناسبت سالگرد تصویب اولین قانون اساسی لهستان در سال ۱۷۹۱ م. (اولین قانون اساسی در اروپا و دومین در دنیا) با سرکوب شدید میلیشیای خلقی به خون کشیده شد. حکومت و حزب حاکم همواره از یادبود این روز خودداری می‌کردند و آن را نماد نظام فئودالی-سرمایه داری می‌خواندند. در عرض چند ماه آتی، چندین هسته مبارزه زیرزمینی در سراسر کشور ایجاد شد و در اکتبر ۱۹۸۲ سری دیگری از اعتصابات در گدانسک شکل گرفت.
طی سال‌های ۱۹۸۳ تا ۱۹۸۸ اتحادیه همبستگی بالا و پستی‌های فراوانی را پشت سر نهاد. اعتراضات و درگیری‌های فرسایشی با حکومت ادامه یافت و گرچه با به‌کارگیری نیروهای لباس شخصی میلیشیای خلقی اغلب تظاهرات با خشونت سرکوب می‌شد، اما با ادامه فشار جامعه بین‌المللی و به‌دنبال مقاومت و تسلیم ناپذیری مخالفین و مردم، حکومت به بیهودگی حکومت نظامی که هزینه‌های زیادی را هم بر او تحمیل کرده بود پی برد و در روز ۲۲ ژوئیه ۱۹۸۳ لغو آن را پس از یک سال و نیم اعلام کرد در حالی‌که چند ماهی قبل از آن از یک سو لخ والسا و بعضی از دیگر رهبران اتحادیه همبستگی را آزاد کرده بود و از سوی دیگر به مراکزی که جنبش حرکت زیرزمینی خود را در آنها متمرکز نموده بود حمله کرده و فعالان این مراکز را دستگیر کرده بود. حکومت اعلام عفو عمومی نمود و در نتیجه آن بیشتر دستگیر شدگان آزاد شدند. در همین زمان، دیوار و پارچه نویسی، چاپ و پخش اعلامیه‌های اتحادیه، فرستادن پیام‌های کوتاه برای مردم بر روی امواج رادیویی و روش‌های مشابهی که قبلاً در زمان جنگ دوم جهانی علیه اشغالگران نازی از سوی پارتیزان‌های «ارتش میهنی لهستان» به کار گرفته شده بودند رواج گسترده‌ای پیدا کردند.
از دیگر سو، هم‌زمان با لغو حکومت نظامی رژیم به روش‌های پیشرفته‌تر و جدید سرکوب روی آورد. در وزارت کشور «سازمان پژوهش‌ها و مطالعات امنیتی» تشکیل شد که وظیفه اصلی‌اش هماهنگی نیروهای حکومت در مقابله با اتحادیه همبستگی در سراسر کشور بود. کشتار مخفیانه برگزیدگانی از مخالفان آغاز شد و قتل‌هایی زنجیره‌ای در چندین نقطه کشور اتفاق افتاد. در پایان سال ۱۹۸۳ لخ والنسا به عنوان برنده جایزه صلح نوبل اعلام شد، اما دولت از صدور گذرنامه برای او به منظور شرکت در مراسم اهدای جایزه خودداری کرد و هرچند که سال‌ها بعد آشکار گردید که نیروهای امنیتی با ارسال مدارک گوناگون به کمیته صلح نوبل تلاش کرده بودند تا از اختصاص جایزه به والسا جلوگیری کنند، اما دانوتا، همسر والسا موفق شد تا خود را به مراسم مربوطه رسانده و جایزه را به نمایندگی از وی دریافت کند.
- ۲۲ ژولای ۱۹۸۴ بسیاری از فعالان جنبش از جمله گـِویَزدا٬ رولفسکی، فراسینیوک٬ سلوویک٬ کروپیونیتسکی ٬ میخنیک ٬ یاورسکی آزاد شدند.
- ۱۹ اکتبر ۱۹۸۴ کشیش یژی پاپیوشکو که از فعالان ضد رژیم بود توسط مأموران امنیتی وزارت کشور ربوده شده و سپس کشته شد.
- ۳ نوامبر ۱۹۸۴ تشییع جنازه کشیش پاپیوشکو به فرصتی برای اعتراض و تظاهرات توده وسیعی از مردم تبدیل شد و ۲۱ برنده جایزه نوبل مشترکاً تجاوز به حقوق بشر در لهستان را محکوم کردند.
- ۱۳ فوریه ۱۹۸۵ دادگاهی در گدانسک ضمن سلب حق دفاع و داشتن موکل٬ ۳ تن از رهبران برجسته جنبش از جمله آدام میخنیک را به حبس‌های طولانی مدت محکوم کرد.
- دیگر رهبران جنبش زیرزمینی نیز متعاقباً دستگیر و محاکمه شدند. از جمله بوگدان بُروسـِویچ در ۹ ژانویه ۱۹۸۶ دستگیر و به زندان محکوم شد.

## پیریسترویکا و مذاکرات موسوم به میزگرد
در ۱۱ مارس ۱۹۸۵ میخائیل گورباچف در شوروی به قدرت رسید. شرایط ناهموار اقتصادی و سیاسی بلوک شرق و شوروی٬ وی را به آغاز اصلاحات سیاسی واداشت. رفرم سیاست خارجی شوروی که پریسترویکا خوانده می‌شد سبب تغییر شرایط در لهستان نیز شد. در روز ۱۱ سپتامبر ۱۹۸۶ بخش بزرگی از زندانیان سیاسی (۲۵۵ نفر) آزاد شده و در پایان همین ماه لخ والسا تجدید فعالیت علنی اتحادیه همبستگی را اعلام کرد. حکومت در مقابل فعالان سیاسی سیاست دوگانه‌ای اتخاذ کرد: به بخش متعادل‌تر جنبش اجازه فعالیت داد و هم‌زمان سرکوب علیه بخش رادیکال آن را شدت بخشید. با توجه به سابقه اختلاف در اتحادیه همبستگی که از همان سال‌های آغازین دهه ۱۹۸۰ م. آغاز شده بود٬ جنبش عملاً به دو بخش تقسیم شد. بخش بزرگ‌تر و میانه‌رو گرد لخ والسا و بخش دیگر حول آندژی گویزدا و آنا والنتینویچ گرد آمدند. بخش اول به تغییر از راه تفاهم و مصالحه با حکومت اعتقاد داشتند درحالیکه بخش دوم بیشتر بر انقلاب بنیادی علیه نظام کمونیستی تأکید می‌ورزید.
در سال ۱۹۸۸ شرایط بد اقتصادی بازهم بدتر شد. تورم شدید٬ نبود یا کمبود کالاها در بازار٬ کیفیت پائین محصولات داخلی و در نتیجه نارضایتی همگانی کاملاً مشهود بود. اصلاحات اعلام‌شده از سوی نخست وزیر وقت میچیسلاو راکوفسکی پاسخگوی نیازها نبود. دیون کشور و عدم بازپرداخت وام‌های خارجی بر مشکلات افزودند. از ۲۵ آوریل ۱۹۸۸ تا ۲۲ اوت این سال اعتصابات سراسر کشور را فراگرفته بود. سرکوب‌های انجام شده به خصوص از جانب میلیشیای خلقی دیگر برای خاموش کردن اعتراضات کافی نبود. در ۲۶ اوت فرمانده قوای مسلح برای مذاکره با اعتصاب کنندگان اعلام آمادگی نمود و ۵ روز بعد با لخ والسا دیدار کرد و روز پس از آن اعتصابات پایان یافتند. ۲ ماه بعد تلویزیون لهستان مناظره‌هایی با حضور مخالفین تشکیل داد و لخ والسا در یکی از این مناظره‌ها شرکت کرد و با موفقیت طرف دیگر را محکوم ساخت.
سرانجام در روز ۱۸ دسامبر ۱۹۸۸ کمیته‌ای شامل یکصد نفر از رهبران جنبش و با مدیریت اتحادیه همبستگی برای انجام مذاکره با سران حکومت تشکیل شد. این کمیته به بخش‌های مختلف تقسیم شد تا هر بخش در زمینه‌ای خاص درخواست‌ها و مطالبات مردمی را مدون کنند. روز ۲۷ ژانویه ۱۹۸۹ در دیدار والسا با نمایندگان دولت٬ گروهی که قرار بود در مذاکرات موسوم به «میزگرد» شرکت کنند مشخص و تعیین شدند. این گروه شامل ۲۰ نفر از اتحادیه همبستگی٬ ۲۰ نفر از سوی حکومت٬ ۱۴ نفر مستقل و ۲ روحانی بود. اولین جلسه مذاکرات در ششم فوریه تشکیل شد. این مذاکرات تا پنجم آوریل به طول انجامید. طرفین توافق کردند تا اتحادیه همبستگی مجدداً حزبی قانونی قلمداد شود و اولین انتخابات نیمه آزاد در روز ۴ ژوئن ۱۹۸۹ برگزار شود. این انتخابات با پیروزی اتحادیه همبستگی به پایان رسید و راه را برای تغییرات وسیع بعدی باز نمود.